# Уникальные формы непрерывности в пространстве
«Уникальные формы непрерывности в пространстве» (итал. Forme uniche della continuità nello spazio) — скульптура итальянского футуриста Умберто Боччони, созданная в 1913 году. Первоначальный гипсовый вариант скульптуры экспонируется в бразильском Музее современного искусства Университета Сан-Паулу (инвентарный номер 1963.3.81).

## Описание

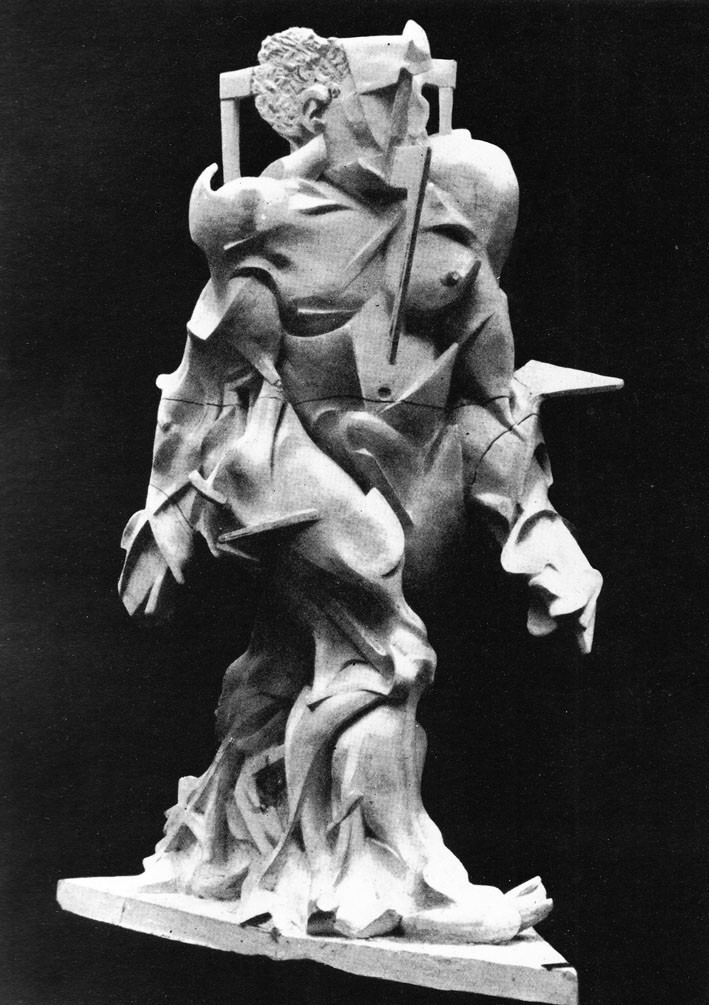
Умберто Боччони. «Синтез человеческого динамизма» (1913). Гипс. Утрачена

У. Боччони посвятил период 1912—1914 годов изучению особенностей скульптуры. В письме из Лондона, датированном 15 марта 1912 года и адресованном своему другу Вико Байеру, У. Боччони восклицал: «Все эти дни я просто одержим скульптурой! Я уверен, что нашёл путь полного обновления этого мумифицированного искусства». Его основным стремлением был перевод главных догматов футуризма — идеи одновременности и универсального динамизма — в формат трёхмерного изображения. Не позднее 11 апреля 1912 года был обнародован Технический манифест футуристической скульптуры (итал. Manifesto della Scultura futurista), в котором У. Боччони подытожил свои теоретические поиски в области скульптуры. Резко отвергнув в типично футуристическом духе традиционные эстетические ценности, классические бронзовые памятники и скульптуры, он выдвинул на первый план требование взаимодействия скульптуры и пространства на основе движения. Вкратце У. Боччони сформулировал своё ви́дение предмета следующим образом: «Без дальнейших рассуждений мы должны создавать скульптуру для среды обитания».
После обнародования Технического манифеста футуристической скульптуры его автором были созданы 14 скульптурных композиций. Хронология их появления на свет остаётся предметом дискуссий, так как большинство из этих работ не сохранились и известны лишь по фотоснимкам. При занятиях скульптурой У. Боччони принципиально отвергал технику бронзового литья и большей частью работал с крайне хрупким алебастром.

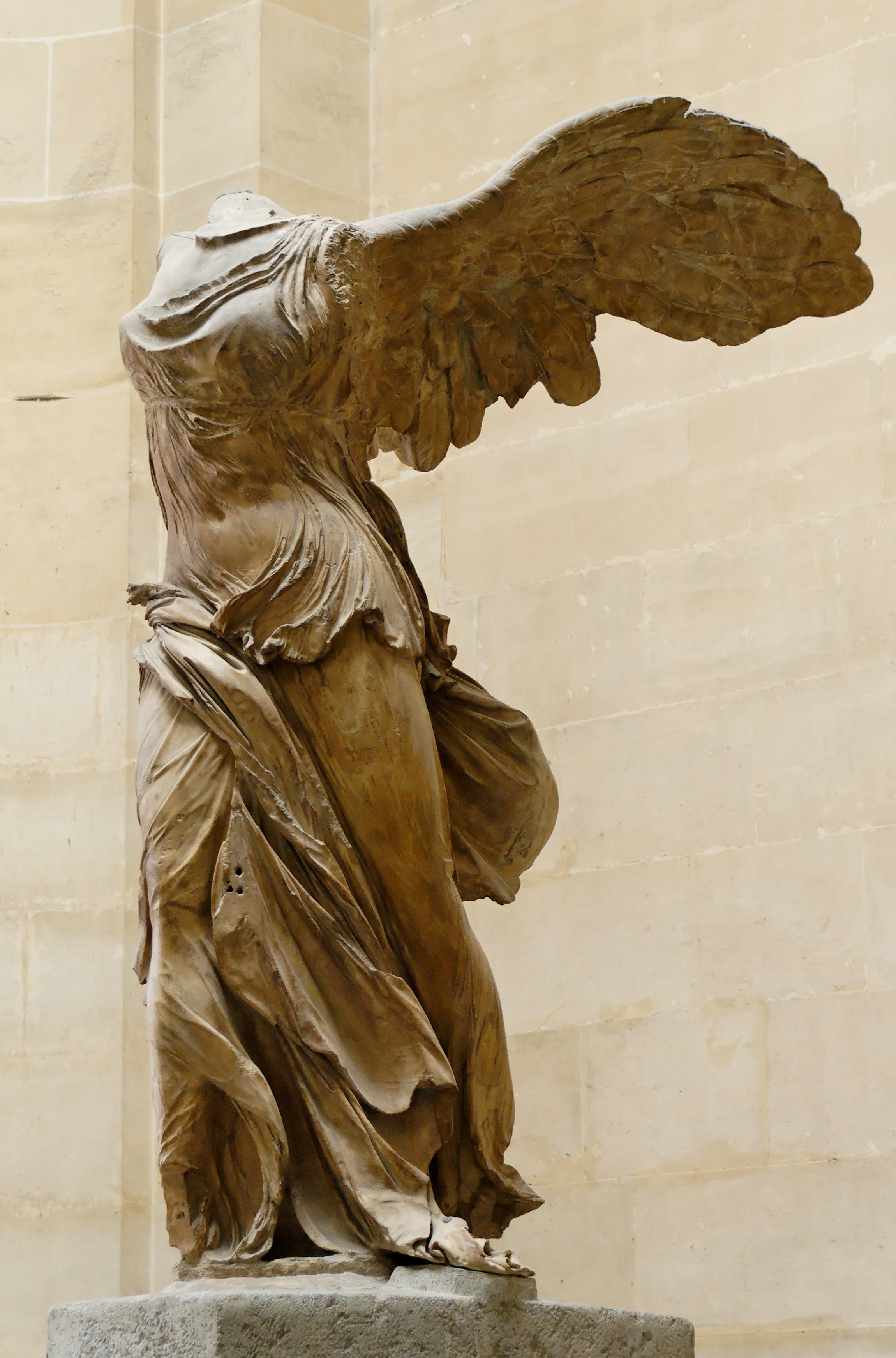
Ника Самофракийская (II в. до н. э.). Паросский мрамор. Лувр, Париж

Конкретно «Уникальные формы непрерывности в пространстве» являются частью серии из четырёх скульптурных композиций, созданием которых У. Боччони занимался с конца 1912 года. Работы, составлявшие серию, воплощают четыре возможных состояния проникновения шагающих фигур в окружающее пространство. В несохранившейся скульптуре «Синтез человеческого динамизма», несмотря на наличие нечётких контуров, человекоподобный образ выглядит натуралистично. В более поздних творениях У. Боччони изображаемые фигуры становились всё более абстрактными, вплоть до полной утраты признаков человеческого облика (как в «Уникальных формах непрерывности в пространстве»). В Техническом манифесте футуристической скульптуры такие метаморфозы трактовались как одна из основополагающих черт обновлённого художественного творчества: «Скульптурный ансамбль может походить, как и картина, только на самого себя, потому что человеческая фигура и предметы должны жить в искусстве вне и вопреки всей человеческой логике».

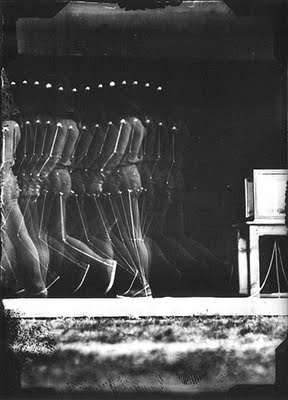
Этьен-Жюль Маре. «Идущий человек» (1890—1891). Хронофотография

Значительное влияние на формирование футуристической художественной практики в её итальянском варианте оказали хронофотографические эксперименты французского исследователя Этьен-Жюля Маре. Футуристов с их влечением к разрушительной скорости больше всего заинтриговал присутствующий в работах Маре разрыв мнимой целостности визуального поля. В этой парадигме «Уникальные формы непрерывности в пространстве» оборачиваются попыткой интегрировать следы движения, фиксируемые хронофотографическим методом, в скульптурное тело — причудливую фигуру, вызывающую одновременные ассоциации с роботом и амфибией. Привнесение динамики восприятия в статичный художественный образ привело к появлению странного гибрида из нескольких совмещённых фаз движения и единичного, цельного скульптурного объекта.
Другим источником вдохновения для У. Боччони при работе над скульптурой послужили мировоззренческие и эстетические установки кубизма, с которыми тот ознакомился во время пребывания в Париже. В частности, раздробленные сталкивающиеся плоскости напрямую ведут своё происхождение из творческого арсенала кубистов. По признанию самого У. Боччони, при претворении в жизнь идей, заложенных в Техническом манифесте футуристической скульптуры, он стремился достичь «физического трансцендентализма». Автор настаивал, что для обновления искусства скульптуры «надо начать с центрального ядра объекта, который мы хотим создать, чтобы открыть для себя новые законы, то есть новые формы, невидимые глазу, но соединяющие его математически точно с внешней пластической бесконечностью и внутренней пластической бесконечностью». Как раз такое «видение» У. Боччони и называл «физическим трансцендентализмом». Предметы в скульптурной композиции должны обнаруживать себя в системе взаимопроникновений, ведь эти предметы не существуют непосредственно, сами по себе — они рассекают и разрезают окружающее пространство «арабесками направленных кривых».

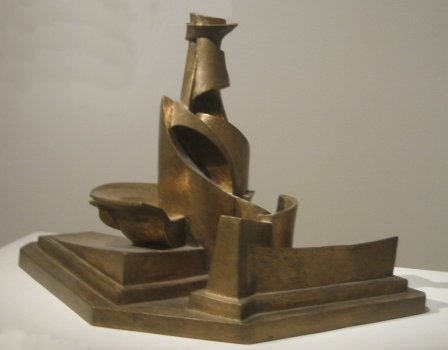
У. Боччони. «Развитие бутылки в пространстве» (1913). Бронзовая отливка 1950 года. Метрополитен-музей, Нью-Йорк

В творческом наследии У. Боччони отдельное место занимает скульптурная композиция «Развитие бутылки в пространстве» (1913). Внутреннее пространство изображённой бутылки выставлено наружу, и динамические ритмы развёрнутой спиралевидной формы сосуда подводят к мысли о нематериальности субстанции, составляющей бутылку. Эти оригинальные наработки позволили У. Боччони мастерски отобразить в «Уникальных формах непрерывности в пространстве» движение шагающей человекоподобной фигуры «по мосту между внешней пластической бесконечностью и внутренней пластической бесконечностью».
Изменчивые, переливающиеся очертания «Уникальных форм непрерывности в пространстве» уподобляются выбросам импульсов мощной энергии. Скульптурное решение создаёт ощущение тяжеловесности, но композиция выглядит стремительной и динамичной: нижняя конечность готова оторваться от поверхности, делая шаг. Вместо лица у фигуры проступают крестообразные лопасти, а форма головы навевает ассоциации с рыцарским шлемом, что, возможно, отображает оптимистический настрой У. Боччони по отношению к надвигающейся войне. Крестообразные лопасти, замещающие лицевую структуру скульптурного тела, явственно отсылают к кубистскому полотну Пабло Пикассо «Портрет Даниэля Анри Канвейлера» (1910).
В скульптуре У. Боччони также ощущается влияние футуристического направления в фотографии, созданного братьями Антоном Джулио и Артуро Брагалья («Фотодинамизм», 1911). Творческий метод, разработанный братьями Брагалья, был диаметральной противоположностью анализу движения Э.-Ж. Маре, а также опытам Жака-Анри Лартига. В фотографических произведениях А. Д. Брагальи («Рука в движении», 1911) движущиеся элементы композиции почти полностью «растворялись», а размытое движение при изображении человеческого тела либо его частей свидетельствовало об энергии, заложенной в жесте (-ах). По мнению братьев, этот эффект соответствовал той силе жизни, которая являлась сутью футуристического представления о реальности.
«Уникальные формы непрерывности в пространстве», созданные под впечатлением от бегущего футболиста, являются художественным выражением идеи У. Боччони о «синтетической непрерывности» движения. Фрагменты скульптуры пребывают в мобильном взаимодействии и углубляются в пространство, а пространство углубляется в них. По мысли У. Боччони, благодаря аспекту моделирования атмосферы ему удалось отобразить фактор динамичного взаимопроникновения в пластике.
Одним из ключевых декларируемых аспектов футуристического мировоззрения является решительный разрыв с традициями минувших дней, приверженностью старым мастерам и одержимостью прошлым — всем тем, что означало столь много для Италии начала XX века. Это умонастроение было предельно ясно выражено spiritus rector (в переводе с лат. — «духовным наставником») движения, поэтом и писателем Филиппо Томмазо Маринетти: «Проще говоря, футуризм означает ненависть к прошлому. Наша цель заключается в том, чтобы сражаться и разрушить культ прошлого». Заочное противостояние с классическим культурным наследием нашло своё воплощение и в скульптуре У. Боччони, в которой обнаруживается внутренняя связь с одним из наиболее известных произведений доиндустриальной эпохи — Никой Самофракийской (II в. до н. э.). В данном случае речь идёт не только о стремлении бросить вызов одному из монументов классической традиции, отдельно дискредитированному Ф. Т. Маринетти в «Обосновании и манифесте футуризма», опубликованном в 1909 году («Рёв мотора куда прекраснее Ники Самофракийской»). У. Боччони также настаивал, что его скульптура, фронтальный вид которой может быть уподоблен носу корабля, является победным монументом времён XX века. И автор изображает стремящуюся вперёд фигуру кем-то вроде гладиатора, чья голова защищена эфесом либо забралом, а левое плечо трансформируется в разновидность естественного щита.

## Первоначальное восприятие
Скульптура была закончена незадолго до открытия первой выставки скульптурных работ У. Боччони. На выставке, прошедшей 20 июня — 16 июля 1913 года в парижской Galerie La Boëtie, публике были представлены 11 «пластических комплексов» и 22 рисунка, сгруппированных по объекту изображения.
После завершения работы над «Уникальными формами непрерывности в пространстве» У. Боччони на правах создателя причислил своё творение к категории шедевров и принялся распространять фотографии скульптуры, запечатлённой со всех четырёх сторон, среди своих друзей. Как выяснилось впоследствии, посетители парижской выставки не были готовы разделить энтузиазм автора: рецензии в прессе были ироническими либо негативными, и даже ближайшие друзья У. Боччони испытывали большие трудности в восприятии и усвоении нового художественного языка, несмотря на все объяснения автора. Общий консенсус склонялся к тому, что в данном случае теоретические построения затмили собой собственно артистическое высказывание. В подобном духе была выдержана статья в крупной газете Le Figaro, а также отзыв поэта и влиятельного художественного критика Гюстава Кана, который крайне неодобрительно высказался о футуристических произведениях, выполненных в смешанной технике (эта точка зрения резко контрастировала с одобрением, выказанным Г. Каном по поводу живописных полотен футуристов, выставлявшихся в Париже годом ранее). Даже Джино Северини, друг и соратник У. Боччони, в письме художнику и критику Арденго Соффичи, написанном на следующий день после открытия выставки, без стеснений выражал своё недоумение по поводу увиденного. Наиболее благоприятно об экспонатах выставки отозвался поэт и писатель Гийом Аполлинер, отметивший оригинальность замыслов автора, пусть и с указанием на непосредственные источники вдохновения из области скульптуры — работы Огюста Агеро и произведение П. Пикассо «Голова женщины (Фернанда)» (1910).
Несмотря на такую первоначальную реакцию, У. Боччони считал «Уникальные формы непрерывности в пространстве» своей самой успешной работой в скульптурном жанре. 4 декабря 1913 года художник написал письмо Джузеппе Спровиери, художественному критику и директору римской Футуристической галереи (итал. Galleria Futurista), в которой в том же месяце предстояло состояться первому показу столь высоко ценимой У. Боччони скульптуры на итальянской земле.

## Комментарии
1. ↑  Встречаются также варианты перевода названия «Единственная форма протяжённости в пространстве»[1], «Единые формы в непрерывном пространстве»[2] и «Уникальная формула непрерывности в пространстве»[3].
2. ↑  В некотором смысле это в полной мере оригинальное произведение предвосхищает «Бокал абсента» (1914) Пабло Пикассо[12].
3. ↑  Около 1910 года Ж.-А. Лартиг «замораживал» движение, применяя особую образную систему, в которой сила гравитации выглядела несуществующей[15].
4. ↑  Ника Самофракийская установлена на пьедестале, имитирующем нос эллинистического корабля.
5. ↑  В Техническом манифесте футуристической скульптуры У. Боччони призывал отказаться от «оков — законов» и превратить скульптурные произведения в «свободные пластические груды»[7].